# Brigitte Smadja
Pour les articles homonymes, voir Smadja.
Brigitte Smadja, née le 12 mai 1955 à Tunis (protectorat français de Tunisie) et morte le 15 février 2023 à Paris, est une auteure de littérature de jeunesse française.

## Biographie
Brigitte Smadja naît le 12 mai 1955 à Tunis. Elle a huit ans quand sa famille quitte la ville, un événement qu'elle vit comme une injustice et qui marquera à jamais le cours de son existence. La famille s'installe à  Sarcelles, puis à la Goutte-d'Or. Enfant, elle rêve de devenir pilote d'avion ou mère supérieure de couvent. Néanmoins, elle suivra des études littéraires (École normale supérieure de Fontenay-Saint-Cloud et agrégation de lettres) avant de commencer une carrière de professeur de français dans un lycée francilien, métier qu'elle exerce toujours en parallèle de ses activités en tant qu'auteur et éditrice.
Elle donne aussi des cours de français et de style à l'École supérieure des arts appliqués Duperré à Paris.

### Vie privée
Brigitte Smadja a deux enfants.
Elle meurt le 15 février 2023 à Paris, à l'âge de 67 ans.

## Ouvrages
Ses romans parlent d'amour, d'amitié, de justice, de différences, de racisme, etc.. Ils sont à l'occasion partiellement autobiographiques, comme dans Quand papa était mort ou Ne touchez pas aux idoles. Elle est l'auteur d'une trentaine de romans pour l'École des loisirs, maison d'édition où elle a créé et dirige la collection Théâtre. Elle écrit également des romans pour adultes publiés chez Actes Sud.
L'une des particularités de son écriture est que les personnages de ses différents romans s'entrecroisent, un personnage très mineur d'un roman pouvant être le personnage principal d'un autre, sans que les histoires ne soient forcément reliées ; cela est d'ailleurs le cas dans des romans s'adressant à des publics différents, les différents livres de Brigitte Smadja étant destinés aux lecteurs du début du primaire à la fin du secondaire.
Elle a obtenu de nombreux prix, parmi lesquels le prix de l'Été du livre à Metz, le prix de la Ville de Lagarde, celui de la ville de Martinon, ou encore celui du Meilleur livre pour la jeunesse de Haute-Loire.

## Œuvres

### Romans jeunesse
- Billie (L'École des loisirs, 1991)
- J'ai décidé de m'appeler Dominique (L'École des loisirs, 1991)
- Maxime fait de la politique (L'École des loisirs, 1991)
- Maxime fait des miracles (L'École des loisirs, 1992)
- Marie est amoureuse (L'École des loisirs, 1992)
- Marie souffre le martyre (L'École des loisirs, 1992)
- J'ai hâte de vieillir (L'École des loisirs, 1992)
- Drôles de zèbres (L'École des loisirs, 1992)
- Maxime fait l'idiot (L'École des loisirs, 1993)
- Ma princesse aime les saucisses (L'École des loisirs, 1993)
- Ne touchez pas aux idoles (L'École des loisirs, 1994)
- Halte aux livres ! (L'École des loisirs, 1994)
- Pauline n'a pas sa clé (L'École des loisirs, 1994)
- Qu'aimez-vous le plus au monde ? (L'École des loisirs, 1994)
- Une Bentley boulevard Voltaire (L'École des loisirs, 1995)
- Ma princesse se déguise en casserole (L'École des loisirs, 1995)
- La Tarte aux escargots (L'École des loisirs, 1995)
- Laisse-moi tranquille (L'École des loisirs, 1996)[6]
- Quand papa était mort (Syros, 1996)
- Le Cabanon de l'oncle Jo (L'École des loisirs, 1996)
- Ma princesse collectionne les nuages (L'École des loisirs, 1996)
- La Vérité toute nue (L'École des loisirs, 1997)
- Ma princesse disparaît dans le couloir (L'École des loisirs, 1997)
- Ma princesse n'est plus ma princesse (L'École des loisirs, 1998)
- Rollermania (L'École des loisirs, 1999)
- Superglu (L'École des loisirs, 1999)
- Un trésor bien caché (L'École des loisirs, 1999)
- Ce n'est pas de ton âge ! (Bayard Jeunesse, 2000)
- La Plus Belle du royaume (L'École des loisirs, 2000)
- Maxime fait un beau mariage (L'École des loisirs, 2000)
- Une histoire à dormir debout (L'École des loisirs, 2001)
- Un poisson nommé Jean-Paul (L'École des loisirs, 2001)
- J’ai rendez-vous avec Samuel (L'École des loisirs, 2002)
- Bleu blanc gris : théâtre (L'École des loisirs, 2002)
- Adieu Maxime (L'École des loisirs, 2003)
- Il faut sauver Saïd (L'École des loisirs, 2003)[2],[7]
- Le Ventre d'Achille (L'École des loisirs, 2003)
- Mon zamie (L'École des loisirs, 2006)
- Dans la famille Briard, je demande... Jenny (L'École des loisirs, 2006)
- Dans la famille Briard, je demande... Joseph (L'École des loisirs, 2006)
- Dans la famille Briard, je demande... Margot (L'École des loisirs, 2006)
- Lilou (L'École des loisirs, 2007)
- Ted et Bill (L'École des loisirs, 2007)
- Nina Titi, L'École des loisirs, 2008
- Un week-end d'enfer, L'École des loisirs, 2009
- Oublie-moi un peu, papa !, L'École des loisirs, 2012
- Le Cœur est un muscle fragile, L'école des loisirs, coll. Médium, 2016
- C'est mieux chez toi, L'École des loisirs, 2019
- Le jour où tout a failli basculer, L'école des loisirs, 2021
- Mon grand frère, Lionel Messi et moi, L'école des loisirs, 2024 (publié à titre posthume)

Participation
- Collectif, Mon royaume est un cheval, L'École des loisirs, 2011 - textes de Brigitte Smadja, Susie Morgenstern, Christian Oster et Yann Coridian

#### Série jeunesse
- Les Pozzis, illustrations de Alan Mets : série en cours : 10 tomes, de 2009 à 2015, L'École des loisirs, coll. Mouche[8]

### Romans adultes
- Le Jaune est sa couleur, Actes Sud, 1997 ; coll. Babel, 2008[9]. Ce roman a été nommé pour le prix Femina du premier roman
- Des cœurs découpés, Actes Sud, 1999 ; coll. Babel, 2005
- Mausolée, Actes Sud, 2001
- Une éclaircie est annoncée, Actes Sud, 2003
- Natures presque mortes, Actes Sud, 2006
- Le Jour de la finale, Actes Sud, 2008

## Prix et distinctions
- (international) « Honour List » 1998[10] de l' IBBY pour La Tarte aux escargots
- Prix Sorcières[11] 2004 pour  Il faut sauver Saïd